# Maria Hilfe der Christen (Rüdenhausen)

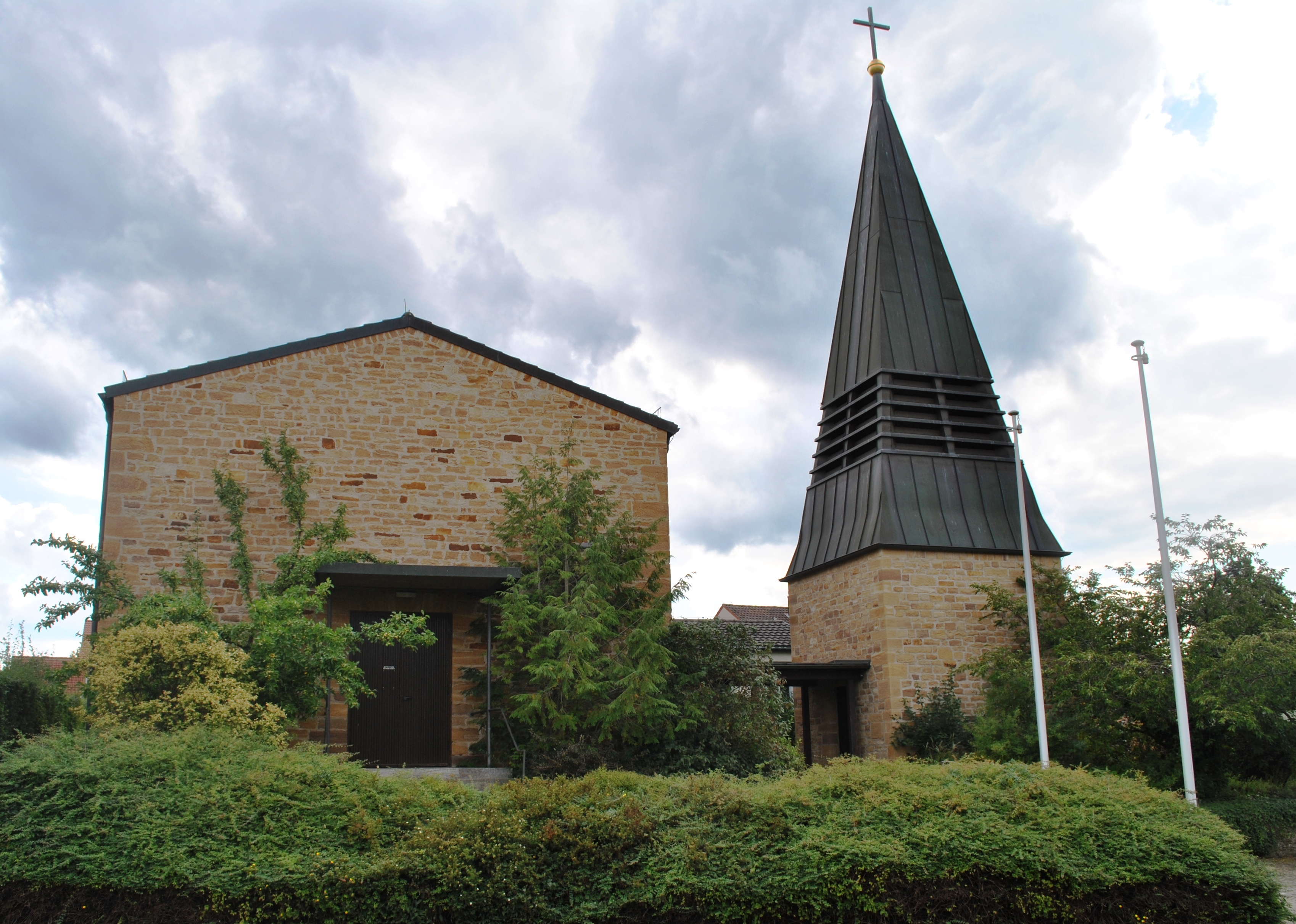
Die Kirche in Rüdenhausen

Die Kirche Maria Hilfe der Christen (Adresse Paul-Gerhardt-Platz 1) im unterfränkischen Rüdenhausen ist das Gotteshaus der katholischen Gemeinde. Sie liegt im Osten der Gemeinde. Die Kirche wurde am 15. März 2024 profaniert.

## Geschichte
Wann Rüdenhausen zu einer Pfarrei wurde, ist in den Quellen nicht erwähnt. Ein Pfarrer wurde im Jahr 1364 erstmals genannt. Im Jahr 1546 führten die Grafen zu Castell die Reformation im Ort ein, sodass erst im 18. Jahrhundert wieder Katholiken in Rüdenhausen wohnten. Ab 1863 kamen die katholischen Bewohner an die katholische Pfarrei Wiesentheid. Ebenso besuchten die Gläubigen die Gottesdienste in der nahen Mauritiuskirche.
Erst nach dem Zweiten Weltkrieg, mit der Ankunft der Vertriebenen, wuchs die Zahl von Katholiken in Rüdenhausen an. Im Jahr 1954 begann das bischöfliche Bauamt in Würzburg mit der Planung für ein Gotteshaus, als ausführenden Baumeister konnte man Hans Maurer aus Wiesentheid gewinnen. Am 2. Mai 1954 wurde der Grundstein gelegt, noch im gleichen Jahr wurde die Kirche konsekriert. 1968 wurde der Chorraum umgestaltet. Erst im Jahr 1995 entstand der freistehende Glockenturm neben dem Bau.

## Architektur
Die eigentliche Kirche ist ein einfacher Rechteckbau. Er wurde außen nicht verputzt, sondern mit schlichtem Sandstein verkleidet. Die Kirche schließt nach oben hin mit einem Walmdach ab. Eine Besonderheit ist der rechts neben der Kirche befindliche Campanile. Er wurde im gleichen Stil wie das Gotteshaus im Jahr 1995 aufgerichtet. Ein kurzer unverputzter Teil geht in die langgestreckte Metallhaube über, die durch die Schallluken verziert ist.

## Ausstattung

### Glocken
Das Geläut der Kirche Maria Hilfe der Christen besteht aus insgesamt vier Glocken. Da die Kirche erst nach dem Zweiten Weltkrieg entstand, der Glockenturm erst 1995 fertiggestellt wurde, kamen auch die Glocken erst in der Nachkriegszeit in die Kirche. Älteste Glocke ist die Marienglocke des Jahres 1954. Die anderen drei Glocken entstanden 1995.
| Name            | Gießer                        | Grundton | Gussjahr | Durchmesser in Zentimeter | Gewicht in Kilogramm | Inschrift |
| --------------- | ----------------------------- | -------- | -------- | ------------------------- | -------------------- | --- |
| Michaelsglocke  | Glockengießerei Rudolf Perner | d‘‘      | 1995     | 69,8                      | 202                  | „Heiliger Erzengel Michael, du Patron der Deutschen, bitte für uns“, „Bildhauerin Gudrun Scheiner“, „Maria Hilf, Rüdenhausen“ |
| Mauritiusglocke | Glockengießerei Rudolf Perner | f‘‘      | 1995     | 58,5                      | 114                  | „St. Mauritius, Patron von Wiesentheid, bitte für uns“, „Bildhauerin Gudrun Scheiner“, „Maria Hilf, Rüdenhausen“              |
| Marienglocke    | Glockengießerei Erding        | g‘‘      | 1954     | 48                        | 80                   | „Königin des Friedens“ |
| Barbaraglocke   | Glockengießerei Rudolf Perner | a‘‘      | 1995     | 46,8                      | 64                   | „St. Barbara, bitte für uns“, „Bildhauerin Gudrun Scheiner“, „Maria Hilf, Rüdenhausen“                                        |

### Weitere Ausstattung
Die meisten Ausstattungsgegenstände kamen zur Zeit der Erbauung in die Mariahilfkirche. So wurde der Altar, der Ambo, eine Tabernakelstele und die Sedilien alle im Jahr 1954 geschaffen. Alle Elemente wurden aus Muschelkalk errichtet. Das Altarfresko zeigt die „Apokalypse“, der Altar wurde am 14. November 1954 konsekriert. Von Hans Konrad Saffer aus Bamberg stammt dagegen das Gemälde, das die Ölbergszene zeigt, es wurde 1924 gemalt.
Die Orgel der Mariahilfkirche kam erst 1977 in das Gotteshaus. Sie wurde von der Firma Schmidt aus Gelnhausen gefertigt und weist insgesamt acht Register auf. Älteste Elemente der Kirchenausstattung stellen die zwei Figuren von biblischen Heiligen dar. Sie entstammen beide dem 18. Jahrhundert.